# 岐阜市立図書館

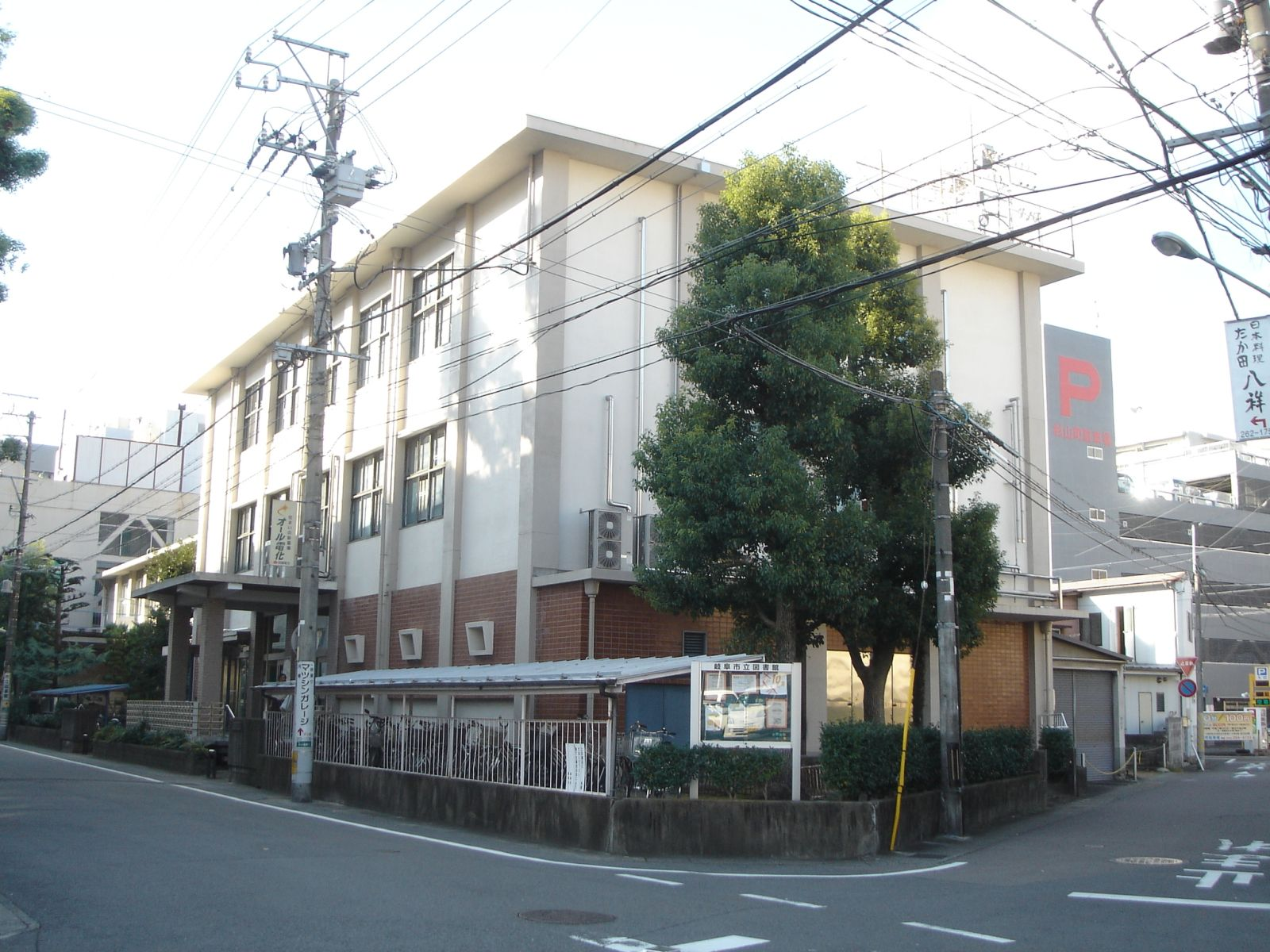
岐阜市立図書館の旧本館（1958年（昭和33年）開館、2015年（平成27年）閉館。現在の岐阜市役所八ツ寺別館）

岐阜市立図書館（ぎふしりつとしょかん）は岐阜県岐阜市の公共図書館の総称。

## 概要
岐阜市司町の岐阜大学医学部附属病院の跡地に2015年（平成27年）7月に移転開館した中央図書館。のほか、分館（1館）と長良・東部・西部・長森・柳津の各図書室（5室）がある。
蔵書数は、2015年（平成27年）3月29日に閉館した旧本館が約21万冊の規模で、分館や図書室を含めた全体では約54万冊（2014年（平成26年）3月末現在）。
岐阜駅と直結する分館は通勤・通学客が利用するため、旧本館の半分以下の蔵書数ながら利用者数や貸出冊数は旧本館の3倍であった。

## 沿革
- 1923年（大正12年）2月16日 - 北川弥三松が財団法人岐阜簡易図書館（同市加納永井町）を設立。
- 1927年（昭和2年）6月 - 矢橋亮吉の援助を受け、同図書館分館（同市八ツ寺町、2階建）を建設。
- 1936年（昭和11年）12月 - 本館に児童室を増築。
- 1945年（昭和20年）7月 - 戦災により分館が焼失。
- 1954年（昭和29年） - 財団法人により資産が寄贈。
- 1957年（昭和32年） - 同市八ツ寺町に市立図書館の建設着工。
- 1958年（昭和33年） - 松尾文庫を設置。
- 1958年（昭和33年）4月17日 - 岐阜市立図書館（本館）開館[注釈 1]。
- 1964年（昭和39年）2月 - 新館を増築、自動車文庫が巡回開始。
- 2002年（平成14年）1月26日 - ハートフルスクエアーG内に分館開館。
- 2006年（平成18年）1月 - 柳津町合併に伴い、旧柳津町中央公民館図書室が柳津図書室として開館。
- 2008年（平成20年）2月 - ナクソス・ ミュージック・ライブラリーによる音楽配信サービス開始。
- 2015年（平成27年）
  - 3月29日 - 移転に伴い、旧本館が閉館[9]。
  - 7月18日 - みんなの森 ぎふメディアコスモス2階に中央図書館（本館）が開館[6][7]。設計は建築家の伊東豊雄。
  - 8月18日 - 中華人民共和国杭州市の公立図書館「杭州図書館」と友好交流協定を締結[10][11]。

## 各館所在地
- 中央図書館 - 岐阜市司町40番地5 みんなの森 ぎふメディアコスモス内
- 分館 - 岐阜市橋本町1丁目 ハートフルスクエアーG内
- 長良図書室 - 岐阜市万代町2丁目5-1 長良西公民館内
- 東部図書室 - 岐阜市芥見4丁目80 東部コミュニティセンター内
- 西部図書室 - 岐阜市下鵜飼1丁目105 西部コミュニティセンター内
- 長森図書室 - 岐阜市前一色1丁目2-1 長森コミュニティセンター内
- 柳津図書室 - 岐阜市柳津町宮東1-1 柳津公民館内

## 開館時間
中央図書館
9時 - 20時
分館
9時 - 21時
図書室
9時30分 - 17時

## 取り組み

### 図書館バッグ
図書館ブランディング事業の一環として、2019年（平成31年）3月に本を入れるためのオリジナルバッグを作り、中央図書館のあるみんなの森ぎふメディアコスモスにて販売している。このバッグはデザインを公募により選定し、岐阜市内の特定非営利活動法人の案を採用した。バッグの制作も同法人が手掛け、デニム生地で岐阜市立図書館の貸出上限である10冊を収納できるように作られている。

### 移動式本棚
岐阜市では2017年（平成29年）策定の子どもの読書活動推進計画で、友人らと本の感想を語り合う「共読」の活動を推進する方針を打ち出しており、その一環として2019年（令和元年）5月に「移動式本棚」を制作した。この本棚は六角形を組み合わせた形（十二面体）をしており、高さ1.8 m、幅2 mほどの大きさで、中に入って読書することができる。中には本棚のほか、共読を促すための黒板・引き出し・ポストがある。車輪が付いているため移動することが可能で、3分割や本棚部分のみ取り出すこともできる。
移動式本棚は中央図書館で設置・公開されており、司書が中学校などへ出向いてワークショップを開催するときに活用する予定である。本棚のデザイン設計には、メディアコスモスの設計者である伊東豊雄が協力している。